# آودیس هاکوبیان
آودیس هاکوبیان معروف به آوو (۱۹۳۴–۲۰۰۵) میناکار، نقره‌کار و حکاک ارمنی‌تبار اهل ایران بود.

## زندگی
در ۱۹۳۴ (۱۳۱۳) در تبریز به دنیا آمد. وی فن زرگری را به مدت شانزده سال نزد استاد آرتزرونی آودیسیان فرا گرفت. تدریس میناکاری و قلم‌زنی در دانشگاه هنر تهران و شرکت در بیش از سی نمایشگاه جهانی در کشورهای آلمان، یوگسلاوی، مجارستان، دانمارک، بلژیک، لهستان، کانادا، مکزیک و … از جمله فعالیت‌های حرفه ای او محسوب می‌شوند.
مهم‌ترین آثار هاکوبیان عبارتنداز: قلم‌زنی و کنده‌کاری تابلوی ظهر عاشورا اثر محمود فرشچیان و تابلوی دو کبوتر که اولی در موزه آستان قدس رضوی و دومی در موزه بانک مرکزی ایران نگهداری می‌شوند
کسب مقام نخست نمایشگاه جهانی مکزیکوسیتی از میان ۳۶ استاد برجسته جهان در ۱۹۷۴، دریافت دیپلم افتخار از نمایشگاه جهانی مونترال کانادا با ارائه بیش از ۲۵ قطعه کنده‌کاری شده برجسته کاری و قلم‌زنی شده بر روی طلا و نقره در ۱۹۷۲ و کسب عنوان حکاک برجسته و دریافت نشان طلا از نمایشگاه صنایع دستی ایران در ۱۹۷۶ (۱۳۵۵) از جمله جوایز و افتخاراتی است که وی در طول حیات هنری خود کسب کرده. بیشتر آثار هنری هاکوبیان در موزه‌های بانک مرکزی ایران متروپولیتن نیویورک بیروت ایروان مونترال کانادا توکیو واتیکان و وین نگهداری می‌شود